# Diocèse de Rimini
Le diocèse de Rimini (en latin : Dioecesis Ariminensis ; en italien : Diocesi di Rimini) est un diocèse de l'Église catholique en Italie, suffragant de l'archidiocèse de Ravenne-Cervia et appartenant à la région ecclésiastique d'Émilie-Romagne.

## Territoire
Il est situé sur 3 provinces. La plus grande partie de son territoire est dans la province de Rimini, l'autre partie de la province étant dans le diocèse de Saint-Marin-Montefeltro. Il possède 5 communes dans la province de Forlì-Cesena, le reste de cette province étant dans les diocèses de Faenza-Modigliana, Forlì-Bertinoro et de Cesena-Sarsina et dans l'archidiocèse de Ravenne-Cervia. Enfin il gère 3 communes de la province de Pesaro et d'Urbino, l'autre partie de la province étant gérée par les archidiocèses d'Urbino-Urbania-Sant'Angelo in Vado et Pesaro et les diocèses de Fano-Fossombrone-Cagli-Pergola, Senigallia, Gubbio et Saint-Marin-Montefeltro.
Son territoire couvre 781 km2 divisé en 115 paroisses regroupées en 6 archidiaconés. L'évêché est à Rimini avec la cathédrale Sainte-Colombe communément appelée Temple Malatesta. Dans la même ville, l'église Sainte-Marie possède les reliques de sainte Claire de Rimini, religieuse clarisse ; la maison-mère des franciscaines missionnaires du Christ conserve les restes de la bienheureuse Bruna Pellesi et l'église Saint-Augustin garde le corps du bienheureux Albert Marvelli.
Le diocèse possède d'autres lieux de pèlerinage comme le sanctuaire de la Madone-de-Casale (it) à Santarcangelo di Romagna où les fidèles vénèrent une image de la Vierge ainsi que le corps du bienheureux Pie de Saint-Louis, un passionniste mort à 21 ans. Dans la même ville la collégiale de la Bienheureuse Vierge-du-Rosaire (it) conserve les reliques du bienheureux Simon Ballacchi, dominicain. À Saludecio, le bienheureux Aimé Ronconi, franciscain ; le bienheureux Grégoire Celli (it), augustin à Verucchio et la bienheureuse Élisabeth Renzi, fondatrice des Maîtresses pieuses de la Vierge des Douleurs à Coriano.

## Histoire
On attribue traditionnellement la fondation du diocèse de Rimini au IIIe siècle avec saint Gaudence (it) comme 1er évêque. Le premier évêque historiquement documenté est Stemnius, qui participe au concile de Rome de 313. En 359, Rimini accueille un concile de l'épiscopat occidental qui discute de la question épineuse de l'arianisme.
Le diocèse est immédiatement soumis au Saint-Siège jusqu'en 1604, date à laquelle il entre dans la province ecclésiastique de l'archidiocèse de Ravenne. L'évêque Giulio Parisani crée le séminaire inauguré le 18 mars 1568, qui est reconstruit par Ludovico Valenti au XVIIIe siècle. En 1777, Rimini cède neuf paroisses au diocèse de Cesena. En 1809, le temple Malatesta devient le nouveau siège de la cathédrale. En 1977, il cède quatre paroisses au diocèse de Saint-Marin-Montefeltro. Du 22 février 1977 au 25 mai 1995, le diocèse est uni in persona episcopi au diocèse de Saint-Marin-Montefeltro.
Deux personnalités de l'Église sont nées dans le diocèse de Rimini : Giovanni Vincenzo Ganganelli, devenu pape sous le nom de Clément XIV, et Giuseppe Garampi, à qui l'on doit la structuration moderne des archives apostoliques du Vatican. Le 29 août 1982, le diocèse reçoit la visite pastorale de Jean-Paul II.

## Sources
- http://www.catholic-hierarchy.org